# Swiss Athletics
La Swiss Athletics, nota in precedenza in tedesco come Schweizerischer Leichtathletik-Verband e in francese come Fédération suisse d'athlétisme, è una federazione sportiva che ha il compito di promuovere la pratica dell'atletica leggera e coordinarne le attività dilettantistiche ed agonistiche in Svizzera.
Fu fondata nel 1905 e organizza ogni anno i campionati svizzeri assoluti di atletica leggera. Ha sede a Ittigen, nel Canton Berna, ed è nota ufficialmente dal 1º novembre 2006 come Swiss Athletics per evitare la scelta di una denominazione in una delle quattro lingue ufficiali della Svizzera.